# Saltillo Truck Assembly
Saltillo Truck Assembly (STAP) is een autoassemblagefabriek van Chrysler in Saltillo (Coahuila de Zaragoza) in Mexico. De fabriek werd oorspronkelijk gebouwd door Chrysler LLC, hoorde later bij DaimlerChrysler de Mexico en thans bij Chrysler Group LLC.
De fabriek werd afgebouwd en vatte de productie aan in 1995. Bepaalde versies van de Dodge Ram SUV worden er gebouwd voor voornamelijk exportmarkten (buiten Noord-Amerika).
Vlak bij de assemblagefabriek ligt ook de Saltillo Engine Plant waar sinds 1981 motoren geproduceerd worden. Nog vlakbij ligt de Saltillo Stamping Plant die in 1997 afgebouwd werd en waar vooral carrosserieonderdelen voor Saltillo Truck geproduceerd worden.

## Gebouwde modellen
Dodge Ram (1995+):
- Club Cab,
- Quad Cab,
- Mega Cab (augustus 2005+)
- DC Chassis-Cabin (augustus 2006+)
- 1500 (2008+)
- Heavy Duty (2009+)